# Larinus latus
Larinus latus es una especie de escarabajo del género Larinus, tribu Lixini, familia Curculionidae. Fue descrita científicamente por J. F. W. Herbst en 1783.
Se distribuye por Australia, Turquía, Grecia, Francia, Ucrania, Austria, Moldavia, Bulgaria, Croacia, Bosnia y Herzegovina, Rusia, España, Irán, Serbia, Eslovaquia, Hungría, Israel, Italia, Macedonia del Norte, Albania, Chequia, Alemania, Marruecos, Rumania y Siria. La especie se mantiene activa durante todos los meses del año.